# Lucia Contini Anselmi
Pour les articles homonymes, voir Anselmi.
Lucia Contini Anselmi (15 octobre 1876 - après 1913) est une pianiste et compositrice italienne.

## Biographie
Elle nait à Verceil en 1876. Elle étudie le piano avec Giovanni Sgambati et la composition avec Alessandro Parisotti au Conservatoire de Rome. Après avoir terminé ses études, elle effectue une tournée en tant que pianiste de concert. Elle a reçu une médaille d'or pour Ludentia au Concours international de compositeurs à Pérouse en 1913,.

## Œuvres
Elle a composé pour orchestre, piano solo, violon et violoncelle.
- Prélude
- Gavotte
- Menuet
- Sonate pour piano en do mineur
- Sibylla Cumaea
- Ludentia
- Inno guerresco